# Neustift-Innermanzing
Neustift-Innermanzing – gmina w Austrii, w kraju związkowym Dolna Austria, w powiecie St. Pölten-Land. Według Austriackiego Urzędu Statystycznego liczyła 1 466 mieszkańców (1 stycznia 2014).